# Gran Premi de Novel·la de l'Acadèmia Francesa
El Grand Prix du Roman (Gran Premi de novel·la) és un premi literari francès, creat en 1918, i atorgat cada any per l'Acadèmia Francesa.

## Llista de premiats
| Any  |         | Autor                          | Obra                                        | Editor (vegada)          |
| ---- | ------- | ------------------------------ | ------------------------------------------- | ------------------------ |
| 1915 | nothumb | Paul Acker                     | Pel conjunt de la seva obra                 |                          |
| 1916 |         | Louis de Blois, dit Avesnes    | L'Île heureuse                              | Plon                     |
| 1917 |         | Charles Géniaux                | Pel conjunt de la seva obra                 |                          |
| 1918 |         | Camille Mayran                 | Histoire de Gotton Connixloo                | Plon (2)                 |
| 1919 | nothumb | Pierre Benoit                  | L'Atlantide                                 | Albin Michel             |
| 1920 |         | André Corthis                  | Pour moi seule                              | Albin Michel (2)         |
| 1921 |         | Pierre Villetard               | Monsieur Bille dans la tourmente            | Fasquelle                |
| 1922 | nothumb | Francis Carco                  | L'Homme traqué                              | Albin Michel (3)         |
| 1923 | nothumb | Alphonse de Châteaubriant      | La Brière                                   | Grasset                  |
| 1924 |         | Émile Henriot                  | Aricie Brun ou les Vertus bourgeoises       | Plon (3)                 |
| 1925 |         | François Duhourcau             | L'Enfant de la victoire                     | La Vraie France          |
| 1926 | nothumb | François Mauriac               | Le Désert de l'amour                        | Grasset (2)              |
| 1927 | nothumb | Joseph Kessel                  | Les Captifs                                 | Gallimard                |
| 1928 |         | Jean Balde                     | Reine d'Arbieux                             | Plon (4)                 |
| 1929 | nothumb | André Demaison                 | Le Livre des bêtes qu'on appelle sauvages   | Grasset (3)              |
| 1930 | nothumb | Jacques de Lacretelle          | Amour nuptial                               | Gallimard (2)            |
| 1931 |         | Henri Pourrat                  | Gaspard des montagnes                       | Albin Michel (4)         |
| 1932 |         | Jacques Chardonne              | Claire                                      | Grasset (4)              |
| 1933 |         | Roger Chauviré                 | Mademoiselle de Bois-Dauphin                | Flammarion               |
| 1934 |         | Paule Régnier                  | L'Abbaye d'Évolayne                         | Plon (5)                 |
| 1935 |         | Albert Touchard                | La Guêpe                                    | Éditions de France       |
| 1936 | nothumb | Georges Bernanos               | Journal d'un curé de campagne               | Plon (6)                 |
| 1937 |         | Guy de Pourtalès               | La Pêche miraculeuse                        | Gallimard (3)            |
| 1938 |         | Jean de La Varende             | Le Centaure de Dieu                         | Grasset (5)              |
| 1939 | nothumb | Antoine de Saint-Exupéry       | Terre des hommes                            | Gallimard (4)            |
| 1940 |         | Édouard Peisson                | Le Voyage d'Edgar                           | Grasset (6)              |
| 1941 |         | Robert Bourget-Pailleron       | La Folie Hubert                             | Gallimard (5)            |
| 1942 |         | Jean Blanzat                   | L'Orage du matin                            | Grasset (7)              |
| 1943 | nothumb | Joseph-Henri Louwyck           | Danse pour ton ombre !                      | Plon (7)                 |
| 1944 |         | Pierre Lagarde                 | Valmaurie                                   | Baudinière               |
| 1945 |         | Marc Blancpain                 | Le Solitaire                                | Flammarion (2)           |
| 1946 |         | Jean Orieux                    | Fontagre                                    | Éd. de la Revue Fontaine |
| 1947 | nothumb | Philippe Hériat                | Famille Boussardel                          | Gallimard (6)            |
| 1948 |         | Yves Gandon                    | Ginèvre                                     | Henri Lefebvre           |
| 1949 |         | Yvonne Pagniez                 | Évasion 44                                  | Flammarion (3)           |
| 1950 |         | Joseph Jolinon                 | Les Provinciaux                             | Milieu du Monde          |
| 1951 |         | Bernard Barbey                 | Chevaux abandonnés sur le champ de bataille | Julliard                 |
| 1952 |         | Henri Castillou                | Le Feu de l'Etna                            | Albin Michel (5)         |
| 1953 |         | Jean Hougron                   | Mort en fraude                              | Donnat                   |
| 1954 |         | (ex-æquo) Pierre Moinot        | La Chasse royale                            | Gallimard (7)            |
| 1954 |         | (ex-æquo) Paul Mousset         | Neige sur un amour nippon                   | Grasset (8)              |
| 1955 |         | Michel de Saint Pierre         | Les Aristocrates                            | La Table ronde           |
| 1956 | nothumb | Paul Guth                      | Le Naïf Locataire                           | Albin Michel (6)         |
| 1957 |         | Jacques de Bourbon Busset      | Le Silence et la Joie                       | Gallimard (8)            |
| 1958 |         | Henri Queffélec                | Un royaume sous la mer                      | Presses de la Cité       |
| 1959 |         | Gabriel d'Aubarède             | La Foi de notre enfance                     | Flammarion (4)           |
| 1960 |         | Christian Murciaux             | Notre-Dame des désemparés                   | Plon (8)                 |
| 1961 |         | Pham Van Ky                    | Perdre la demeure                           | Gallimard (9)            |
| 1962 |         | Michel Mohrt                   | La Prison maritime                          | Gallimard (10)           |
| 1963 |         | Robert Margerit                | La Révolution                               | Gallimard (11)           |
| 1964 |         | Michel Droit                   | Le Retour                                   | Julliard (2)             |
| 1965 |         | Jean Husson                    | Le Cheval d'Herbeleau                       | Seuil                    |
| 1966 |         | François Nourissier            | Une histoire française                      | Grasset (9)              |
| 1967 | nothumb | Michel Tournier                | Vendredi ou les Limbes du Pacifique         | Gallimard (12)           |
| 1968 |         | Albert Cohen                   | Belle du Seigneur                           | Gallimard (13)           |
| 1969 |         | Pierre Moustiers               | La Paroi                                    | Gallimard (14)           |
| 1970 |         | Bertrand Poirot-Delpech        | La Folle de Lituanie                        | Gallimard (15)           |
| 1971 | nothumb | Jean d'Ormesson                | La Gloire de l'Empire                       | Gallimard (16)           |
| 1972 | nothumb | Patrick Modiano                | Les Boulevards de ceinture                  | Gallimard (17)           |
| 1973 | nothumb | Michel Déon                    | Un taxi mauve                               | Gallimard (18)           |
| 1974 |         | Kléber Haedens                 | Adios                                       | Grasset (10)             |
| 1975 |         | Prix non décerné               |                                             |                          |
| 1976 | nothumb | Pierre Schoendoerffer          | Le Crabe-tambour                            | Grasset (11)             |
| 1977 | nothumb | Camille Bourniquel             | Tempo                                       | Julliard (3)             |
| 1978 |         | Pascal Jardin                  | Le Nain jaune                               | Julliard (4)             |
| 1979 |         | Henri Coulonges                | l'Adieu à la femme sauvage                  | Stock                    |
| 1980 | nothumb | Louis Gardel                   | Fort Saganne                                | Seuil (2)                |
| 1981 | nothumb | Jean Raspail                   | Moi, Antoine de Tounens, roi de Patagonie   | Albin Michel (7)         |
| 1982 | nothumb | Vladimir Volkoff               | Le Montage                                  | Julliard (5)             |
| 1983 |         | Liliane Guignabodet            | Natalia                                     | Albin Michel (8)         |
| 1984 |         | Jacques-Francis Rolland        | Un dimanche inoubliable près des casernes   | Grasset (12)             |
| 1985 |         | Patrick Besson                 | Dara                                        | Seuil (3)                |
| 1986 | nothumb | Pierre-Jean Rémy               | Une ville immortelle                        | Albin Michel (9)         |
| 1987 | nothumb | Frédérique Hébrard             | Le Harem                                    | Flammarion (5)           |
| 1988 |         | François-Olivier Rousseau      | La Gare de Wannsee                          | Grasset (13)             |
| 1989 |         | Geneviève Dormann              | Le Bal du dodo                              | Albin Michel (10)        |
| 1990 | nothumb | Paule Constant                 | White Spirit                                | Gallimard (19)           |
| 1991 |         | François Sureau                | L'Infortune                                 | Gallimard (20)           |
| 1992 | nothumb | Franz-Olivier Giesbert         | L'Affreux                                   | Grasset (14)             |
| 1993 |         | Philippe Beaussant             | Héloïse                                     | Gallimard (21)           |
| 1994 |         | Frédéric Vitoux                | La Comédie de Terracina                     | Seuil (4)                |
| 1995 | nothumb | Alphonse Boudard               | Mourir d'enfance                            | Robert Laffont           |
| 1996 |         | Calixthe Beyala                | Les Honneurs perdus                         | Albin Michel (11)        |
| 1997 | nothumb | Patrick Rambaud                | La Bataille                                 | Grasset (15)             |
| 1998 | nothumb | Anne Wiazemsky                 | Une poignée de gens                         | Gallimard (22)           |
| 1999 |         | (ex-æquo) François Taillandier | Anielka                                     | Stock (2)                |
| 1999 | nothumb | (ex-æquo) Amélie Nothomb       | Stupeur et Tremblements                     | Albin Michel (12)        |
| 2000 | nothumb | Pascal Quignard                | Terrasse à Rome                             | Gallimard (23)           |
| 2001 | nothumb | Éric Neuhoff                   | Un bien fou                                 | Albin Michel (13)        |
| 2002 |         | Marie Ferranti                 | La Princesse de Mantoue                     | Gallimard (24)           |
| 2003 |         | Jean-Noël Pancrazi             | Tout est passé si vite                      | Gallimard (25)           |
| 2004 |         | Bernard du Boucheron           | Court Serpent                               | Gallimard (26)           |
| 2005 |         | Henriette Jelinek              | Le Destin de Iouri Voronine                 | Fallois                  |
| 2006 | nothumb | Jonathan Littell               | Les Bienveillantes                          | Gallimard (27)           |
| 2007 | nothumb | Vassilis Alexakis              | Ap. J.-C.                                   | Stock (3)                |
| 2008 |         | Marc Bressant                  | La Dernière Conférence                      | Fallois (2)              |
| 2009 | nothumb | Pierre Michon                  | Les Onze                                    | Verdier                  |
| 2010 | nothumb | Éric Faye                      | Nagasaki                                    | Stock (4)                |
| 2011 | nothumb | Sorj Chalandon                 | Retour à Killybegs                          | Grasset (16)             |
| 2012 | nothumb | Joël Dicker                    | La Vérité sur l'affaire Harry Quebert       | Fallois (3)              |
| 2013 | nothumb | Christophe Ono-dit-Biot        | Plonger                                     | Gallimard (28)           |
| 2014 |         | Adrien Bosc                    | Constellation                               | Stock (5)                |
| 2015 |         | (ex-æquo) Hédi Kaddour         | Les Prépondérants                           | Gallimard (29)           |
| 2015 | nothumb | (ex-æquo) Boualem Sansal       | 2084 : la fin du monde                      | Gallimard (30)           |
| 2016 |         | Adélaïde de Clermont-Tonnerre  | Le dernier des nôtres                       | Grasset (17)             |
| 2017 |         | Daniel Rondeau                 | Mécaniques du chaos                         |                          |
| 2018 |         | Camille Pascal                 | L'Été des quatre rois                       |                          |
| 2019 |         | Laurent Binet                  | Civilizations                               |                          |
| 2020 |         | Étienne de Montety             | La Grande Épreuve                           |                          |
| 2021 |         | François-Henri Désérable       | Mon maître et mon vainqueur                 |                          |
| 2022 |         | Giuliano da Empoli             | Le Mage du Kremlin                          |                          |
| 2023 |         | Dominique Barbéris             | Une façon d’aimer                           |                          |
| 2024 |         | Miguel Bonnefoy                | Le rêve du jaguar                           |                          |